# Библиотека Элмера Э. Расмусона

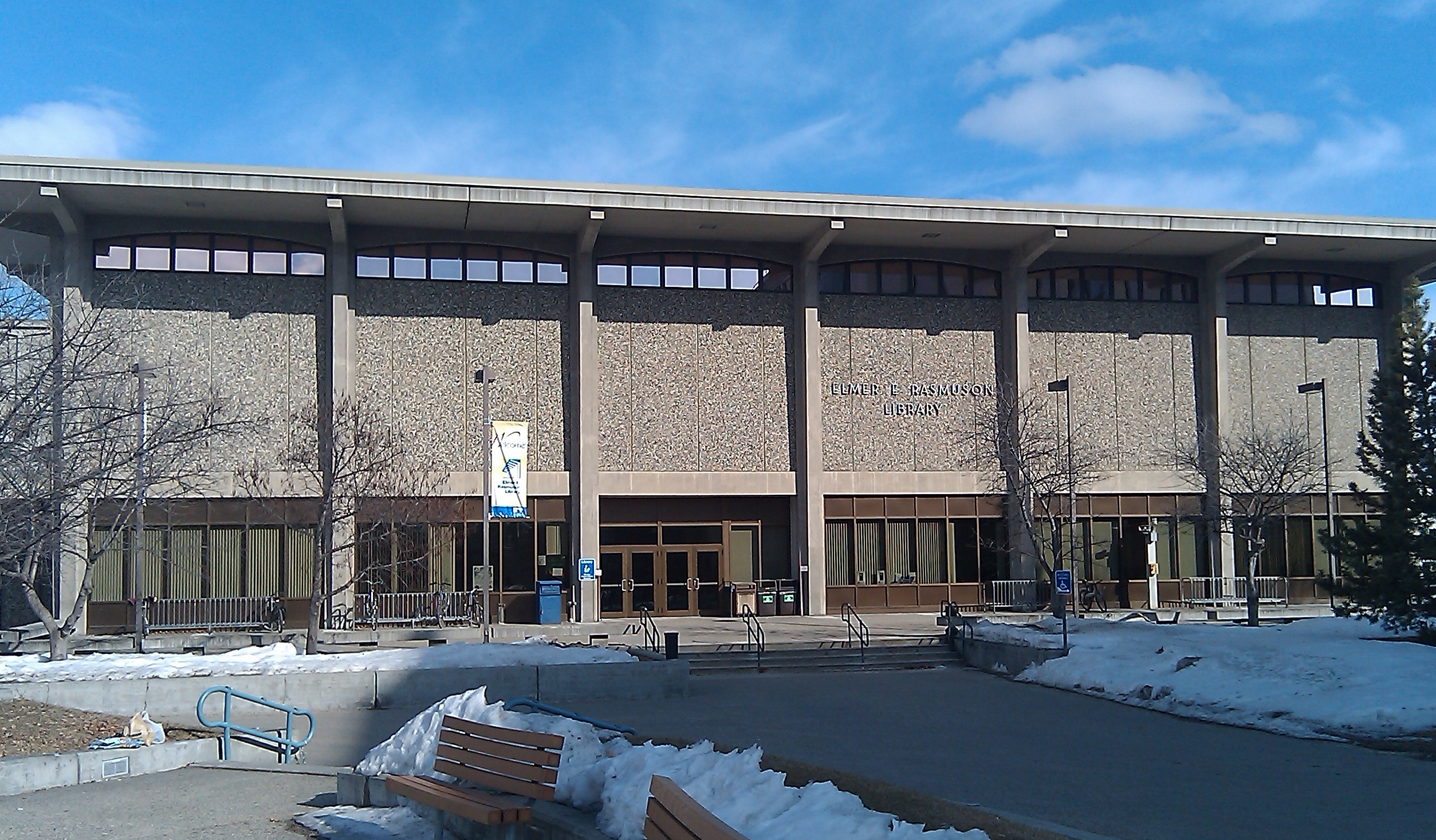
Западный фасад здания библиотеки.

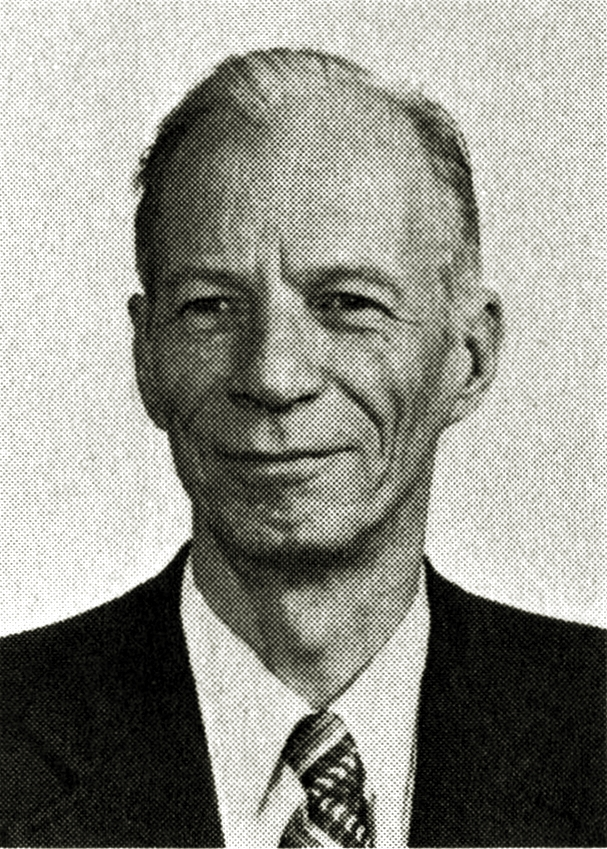
Чарли Парр (1918–2000) был первым Арктическим библиографом, а затем членом палаты штатов и сената штата.

Библиотека Элмера Э. Расмусона (часто называемая библиотекой Расмусона ) - крупнейшая исследовательская библиотека в американском штате Аляска, в которой хранится чуть более миллиона томов. Расположенная в кампусе Университета Аляски в Фэрбенксе, библиотека была названа в честь Элмера Э. Расмусона, который работал в Попечительском совете Университета Аляски с 1950 по 1969 год и был председателем совета с 1956 по 1968 год. Он был главным сторонником расширения библиотеки и ее переезда на нынешнее место.
В библиотеке хранятся коллекции Аляски и полярных регионов, а также архивы специальной коллекции. Сюда входят исторические книги и периодические издания, исторические рукописи и фотографии, собрание устных историй, редкие книги и карты, а также киноархив Аляски . В данном архиве размещен проект «Музыкальный автомат», в котором представлены исторические записи, видеоклипы, фотографии и документы на одну тематику  , а также Электронные архивы Аляски, которые предоставляют доступ к цифровым репродукциям исторических фотографий и фильмов. Киноархив Аляски содержит огромную коллекцию исторических фильмов, видео об Аляске и полярных регионах. У него есть собственный канал на YouTube, в котором он публикует клипы. С момента закрытия библиотеки Шелдона Джексона колледжа Стрэттона в 2007 году Библиотека Расмусона и государственная библиотека Аляски в Джуно являются основными общедоступными хранилищами исторической информации, связанной с Аляской.
Это Федеральная депозитарная библиотека, в которой хранятся документы федерального правительства штата Аляска.
Библиотека Расмусона предлагает обширные онлайн-ресурсы для студентов, преподавателей, сотрудников Аляскинского университета в Фэрбенксе и других лиц, работающих в университете. Это доступ к более чем 300 онлайн-ресурсам, охватывающим естественные, гуманитарные и социальные науки, менеджмент и инженерию. Интернет-указатели и коллекции содержат ссылки на полнотекстовые статьи из более чем 60 000 периодических изданий. Дополнительные сетевые ресурсы охватывают справочные инструменты, электронные книги, специализированные источники с информацией об Арктике и Полярных регионов, а также указатели к специальным форматам, таким как правительственные документы и диссертации. ScholarWorks @ UA, онлайн-институциональный репозиторий Университета Аляски работает над диссертациями, статьями и другими научными работами студентов и преподавателей Университета Аляски.

## История основания
Библиотека была основана в 1922 году и изначально насчитывала менее трех тысяч книг. В том же году начались занятия в Аляскинском университете в Фэрбенксе, Сельскохозяйственном колледже и Горной школе Аляски. После переезда из старого главного здания библиотека разместилась в небольшом здании, которое одновременно использовалось как спортивный зал университета и как место, где в 1956 году была подписана Конституция Аляски . После завершения строительства в 1960 году библиотека переехала в здание Баннелл, а десять лет спустя - на нынешнее место в Комплекс изобразительных искусств. Оба здания были спроектированы анкориджскими архитекторами Мэнли и Майером. В 1984 г. библиотека значительно расширилась.

## Примечание
1. ↑  About Us. Project Jukebox. Oral History Program at the University of Alaska Fairbanks. Дата обращения: 7 июня 2013. Архивировано 24 сентября 2020 года.

## Официальные ссылки
- library.uaf.edu — официальный сайт Библиотека Элмера Э. Расмусона
- Киноархив Аляски
- Project Jukebox